# Shūnan
Shūnan (japanisch 周南市, -shi) ist eine Stadt in der Präfektur Yamaguchi in Japan.

## Geographie
Shūnan liegt westlich von Iwakuni und östlich von Yamaguchi an der Seto-Inlandsee.

## Geschichte
Die Stadt Shūnan wurde am 21. April 2003 aus den ehemaligen Städten Tokuyama (徳山市, -shi) und Shinnan’yō (新南陽市, -shi), sowie den Gemeinden Kumage (熊毛町, -chō) des Landkreises Kumage und Kano (鹿野町, -chō) des Landkreises Tsuno gegründet.

## Verkehr
- Straße:
  - Chūgoku-Autobahn
  - Sanyō-Autobahn
  - Nationalstraße 2, nach Osaka oder Kitakyūshū
- Zug:
  - JR San’yō-Shinkansen, Bahnhof Tokuyama, nach Tokio, Kyōto, Ōsaka und Hakata
  - JR San’yō-Hauptlinie, nach Kōbe oder Shimonoseki

## Söhne und Töchter der Stadt
- Shigeo Itō (* 1945), Tischtennis-Weltmeister
- Kōta Kawano (* 2003), Fußballspieler
- Takeru Kiyonaga (* 1994), Fußballspieler
- Masahiko Kōmura (* 1942), Politiker der Liberaldemokratischen Partei (LDP) und Außenminister
- Yasunori Mitsuda (* 1972), Komponist und Musiker
- Yusei Ozaki (* 2003), Fußballspieler
- Yoshiyuki Sadamoto (* 1962), Charakterdesigner, Illustrator, Mangaka
- Tatsuya Tanaka (* 1982), Fußballspieler
- Yusei Toshida (* 1999), Fußballspieler

## Angrenzende Städte und Gemeinden
- Kudamatsu
- Yamaguchi
- Iwakuni
- Hōfu
- Hikari